# Ejido Arroyo Blanco
Ejido Arroyo Blanco är en ort i Mexiko.   Den ligger i kommunen Moloacán och delstaten Veracruz, i den sydöstra delen av landet, 500 km öster om huvudstaden Mexico City. Ejido Arroyo Blanco ligger 53 meter över havet och antalet invånare är 443.
Terrängen runt Ejido Arroyo Blanco är platt. Runt Ejido Arroyo Blanco är det ganska glesbefolkat, med 29 invånare per kvadratkilometer. Närmaste större samhälle är Las Choapas, 18,5 km sydost om Ejido Arroyo Blanco. Omgivningarna runt Ejido Arroyo Blanco är en mosaik av jordbruksmark och naturlig växtlighet.